# فرايا أنومان راجادون
فرايا أنومان راجادون (بالتايلندية: พระยาอนุมานราชธน)‏ (14 ديسمبر 1888-12 يوليو 1969)، كان أحد أبرز علماء تايلاند المعاصرين. كان لغويًا وعالمًا أنثروبولوجيًا وعالمًا إثنوغرافيًا مدربًا ذاتيًا وأصبح مرجعًا لثقافة تايلاند.
وضع عمله الغزير واهتمامه بالعديد من المجالات ذات الصلة بالثقافة، من الفولكلور إلى علم الاجتماع، أسس وعي ثقافي طويل الأمد بين الباحثين التايلانديين الشباب.
كان فرايا أنومان راجادون أول باحث تايلاندي يقوم بإجراء دراسة جادة للفولكلور التايلاندي، مع تدوين ملاحظات حول أرواح القرية الليلية للفولكلور التايلاندي. لقد أثبت أنه نظرًا لعدم تمثيل هذه الأرواح في اللوحات أو الرسومات، فقد كانت تستند تمامًا إلى القصص الشفوية التقليدية الشعبية.

## قراءة معمقة
- Charles F. Keyes؛ William Klausner؛ Sulak Sivaraksa (1973)، Phya Anuman Rajadhon: A Reminiscence، Sathiankoset–Nakhaprathip Foundation